# Temporada 1975 de Fórmula 1
La temporada 1975 de Fórmula 1 fue la 26.ª edición del campeonato de Fórmula 1 de la FIA. Fueron 14 carreras dentro del campeonato desde enero hasta octubre. Niki Lauda ganó el primero de sus tres campeonatos de pilotos y Ferrari su tercer título en constructores.

## Escuderías y pilotos
La siguiente tabla muestra los pilotos confirmados oficialmente por sus escuderías para el Mundial 1975 de Fórmula 1. En esta temporada se mantuvo el sistema de numeración de la temporada anterior, pero tomando como parámetros el par numérico "1-2" para el piloto campeón y su escudero, y los resultados del Campeonato de constructores 1973 para designar la numeración de los demás equipos. Dado que el campeón 1974 Emerson Fittipaldi, pintó el "1" en el morro de su McLaren M23, el equipo Marlboro McLaren F1 Team intercambió sus dorsales con el equipo John Player Special Lotus, el cual pasó a adoptar el par "5-6".
Por otra parte, una gran cantidad de equipos pequeños se sumaron en esta temporada, siendo sus dorsales asignados con números posteriores al último equipo que participó desde 1973.
| Escudería                                        | Chasis     | Chasis         | Motor                                      | Neu. | N.º | Pilotos               | Rondas         |
| ------------------------------------------------ | ---------- | -------------- | ------------------------------------------ | ---- | --- | --------------------- | -------------- |
| Marlboro Team McLaren                            | McLaren    | M23            | Ford Cosworth DFV 3.0 V8                   | G    | 1   | Emerson Fittipaldi    | Todas          |
| Marlboro Team McLaren                            | McLaren    | M23            | Ford Cosworth DFV 3.0 V8                   | G    | 2   | Jochen Mass           | Todas          |
| Elf Team Tyrrell                                 | Tyrrell    | 007            | Ford Cosworth DFV 3.0 V8                   | G    | 3   | Jody Scheckter        | Todas          |
| Elf Team Tyrrell                                 | Tyrrell    | 007            | Ford Cosworth DFV 3.0 V8                   | G    | 4   | Patrick Depailler     | Todas          |
| Elf Team Tyrrell                                 | Tyrrell    | 007            | Ford Cosworth DFV 3.0 V8                   | G    | 15  | Jean-Pierre Jabouille | 9              |
| Elf Team Tyrrell                                 | Tyrrell    | 007            | Ford Cosworth DFV 3.0 V8                   | G    | 15  | Michel Leclère        | 14             |
| John Player Team Lotus                           | Lotus      | 72E            | Ford Cosworth DFV 3.0 V8                   | G    | 5   | Ronnie Peterson       | Todas          |
| John Player Team Lotus                           | Lotus      | 72E            | Ford Cosworth DFV 3.0 V8                   | G    | 6   | Jacky Ickx            | 1–9            |
| John Player Team Lotus                           | Lotus      | 72E            | Ford Cosworth DFV 3.0 V8                   | G    | 6   | Jim Crawford          | 10, 13         |
| John Player Team Lotus                           | Lotus      | 72E            | Ford Cosworth DFV 3.0 V8                   | G    | 6   | John Watson           | 11             |
| John Player Team Lotus                           | Lotus      | 72E            | Ford Cosworth DFV 3.0 V8                   | G    | 6   | Brian Henton          | 12, 14         |
| John Player Team Lotus                           | Lotus      | 72E            | Ford Cosworth DFV 3.0 V8                   | G    | 15  | Brian Henton          | 10             |
| Martini Racing                                   | Brabham    | BT44B          | Ford Cosworth DFV 3.0 V8                   | G    | 7   | Carlos Reutemann      | Todas          |
| Martini Racing                                   | Brabham    | BT44B          | Ford Cosworth DFV 3.0 V8                   | G    | 8   | Carlos Pace           | Todas          |
| Beta Team March Lavazza March                    | March      | 741 751        | Ford Cosworth DFV 3.0 V8                   | G    | 9   | Vittorio Brambilla    | Todas          |
| Beta Team March Lavazza March                    | March      | 741 751        | Ford Cosworth DFV 3.0 V8                   | G    | 10  | Lella Lombardi        | 3–9            |
| Beta Team March Lavazza March                    | March      | 741 751        | Ford Cosworth DFV 3.0 V8                   | G    | 10  | Hans-Joachim Stuck    | 10–14          |
| Beta Team March Lavazza March                    | March      | 741 751        | Ford Cosworth DFV 3.0 V8                   | G    | 29  | Lella Lombardi        | 10–13          |
| Scuderia Ferrari SpA SEFAC                       | Ferrari    | 312B3-74 312T  | Ferrari 001/11 3.0 F12 Ferrari 015 3.0 F12 | G    | 11  | Clay Regazzoni        | Todas          |
| Scuderia Ferrari SpA SEFAC                       | Ferrari    | 312B3-74 312T  | Ferrari 001/11 3.0 F12 Ferrari 015 3.0 F12 | G    | 12  | Niki Lauda            | Todas          |
| Stanley BRM                                      | BRM        | P201           | BRM P200 3.0 V12                           | G    | 14  | Mike Wilds            | 1–2            |
| Stanley BRM                                      | BRM        | P201           | BRM P200 3.0 V12                           | G    | 14  | Bob Evans             | 3–9, 12–13     |
| UOP Shadow Racing Team                           | Shadow     | DN3B DN5       | Ford Cosworth DFV 3.0 V8                   | G    | 16  | Tom Pryce             | Todas          |
| UOP Shadow Racing Team                           | Shadow     | DN3B DN5       | Ford Cosworth DFV 3.0 V8                   | G    | 17  | Jean-Pierre Jarier    | 1–11, 14       |
| UOP Shadow Racing Team                           | Shadow     | DN7            | Matra MS73 3.0 V12                         | G    | 17  | Jean-Pierre Jarier    | 12–13          |
| Team Surtees National Organs Team Surtees        | Surtees    | TS16           | Ford Cosworth DFV 3.0 V8                   | G    | 18  | John Watson           | 1–10, 12       |
| Team Surtees National Organs Team Surtees        | Surtees    | TS16           | Ford Cosworth DFV 3.0 V8                   | G    | 19  | Dave Morgan           | 10             |
| Frank Williams Racing Cars                       | Williams   | FW FW04        | Ford Cosworth DFV 3.0 V8                   | G    | 20  | Arturo Merzario       | 1–6            |
| Frank Williams Racing Cars                       | Williams   | FW FW04        | Ford Cosworth DFV 3.0 V8                   | G    | 20  | Damien Magee          | 7              |
| Frank Williams Racing Cars                       | Williams   | FW FW04        | Ford Cosworth DFV 3.0 V8                   | G    | 20  | Ian Scheckter         | 8              |
| Frank Williams Racing Cars                       | Williams   | FW FW04        | Ford Cosworth DFV 3.0 V8                   | G    | 20  | François Migault      | 9              |
| Frank Williams Racing Cars                       | Williams   | FW FW04        | Ford Cosworth DFV 3.0 V8                   | G    | 20  | Ian Ashley            | 11             |
| Frank Williams Racing Cars                       | Williams   | FW FW04        | Ford Cosworth DFV 3.0 V8                   | G    | 20  | Jo Vonlanthen         | 12             |
| Frank Williams Racing Cars                       | Williams   | FW FW04        | Ford Cosworth DFV 3.0 V8                   | G    | 20  | Renzo Zorzi           | 13             |
| Frank Williams Racing Cars                       | Williams   | FW FW04        | Ford Cosworth DFV 3.0 V8                   | G    | 20  | Lella Lombardi        | 14             |
| Frank Williams Racing Cars                       | Williams   | FW FW04        | Ford Cosworth DFV 3.0 V8                   | G    | 21  | Ian Scheckter         | 7              |
| Frank Williams Racing Cars                       | Williams   | FW FW04        | Ford Cosworth DFV 3.0 V8                   | G    | 21  | Jacques Laffite       | 1–3, 5–6, 8–14 |
| Frank Williams Racing Cars                       | Williams   | FW FW04        | Ford Cosworth DFV 3.0 V8                   | G    | 21  | Tony Brise            | 4              |
| Embassy Racing with Graham Hill                  | Lola       | T370 T371      | Ford Cosworth DFV 3.0 V8                   | G    | 22  | Graham Hill           | 1–3, 5         |
| Embassy Racing with Graham Hill                  | Lola       | T370 T371      | Ford Cosworth DFV 3.0 V8                   | G    | 23  | Rolf Stommelen        | 1–3            |
| Embassy Racing with Graham Hill                  | Hill       | GH1            | Ford Cosworth DFV 3.0 V8                   | G    | 22  | Rolf Stommelen        | 4, 12–13       |
| Embassy Racing with Graham Hill                  | Hill       | GH1            | Ford Cosworth DFV 3.0 V8                   | G    | 22  | François Migault      | 6              |
| Embassy Racing with Graham Hill                  | Hill       | GH1            | Ford Cosworth DFV 3.0 V8                   | G    | 22  | Vern Schuppan         | 7              |
| Embassy Racing with Graham Hill                  | Hill       | GH1            | Ford Cosworth DFV 3.0 V8                   | G    | 22  | Alan Jones            | 8–11           |
| Embassy Racing with Graham Hill                  | Hill       | GH1            | Ford Cosworth DFV 3.0 V8                   | G    | 23  | François Migault      | 4              |
| Embassy Racing with Graham Hill                  | Hill       | GH1            | Ford Cosworth DFV 3.0 V8                   | G    | 23  | Graham Hill           | 5              |
| Embassy Racing with Graham Hill                  | Hill       | GH1            | Ford Cosworth DFV 3.0 V8                   | G    | 23  | Tony Brise            | 6–14           |
| Hesketh Racing Warsteiner Brewery Polar Caravans | Hesketh    | 308 308B 308C  | Ford Cosworth DFV 3.0 V8                   | G    | 24  | James Hunt            | Todas          |
| Hesketh Racing Warsteiner Brewery Polar Caravans | Hesketh    | 308 308B 308C  | Ford Cosworth DFV 3.0 V8                   | G    | 25  | Torsten Palm          | 5              |
| Hesketh Racing Warsteiner Brewery Polar Caravans | Hesketh    | 308 308B 308C  | Ford Cosworth DFV 3.0 V8                   | G    | 25  | Harald Ertl           | 11             |
| Hesketh Racing Warsteiner Brewery Polar Caravans | Hesketh    | 308 308B 308C  | Ford Cosworth DFV 3.0 V8                   | G    | 25  | Brett Lunger          | 12–14          |
| Hesketh Racing Warsteiner Brewery Polar Caravans | Hesketh    | 308 308B 308C  | Ford Cosworth DFV 3.0 V8                   | G    | 32  | Torsten Palm          | 7              |
| Hesketh Racing Warsteiner Brewery Polar Caravans | Hesketh    | 308 308B 308C  | Ford Cosworth DFV 3.0 V8                   | G    | 32  | Harald Ertl           | 12             |
| Hesketh Racing Warsteiner Brewery Polar Caravans | Hesketh    | 308 308B 308C  | Ford Cosworth DFV 3.0 V8                   | G    | 34  | Harald Ertl           | 13             |
| Custom Made Harry Stiller Racing                 | Hesketh    | 308B           | Ford Cosworth DFV 3.0 V8                   | G    | 25  | Alan Jones            | 4              |
| Custom Made Harry Stiller Racing                 | Hesketh    | 308B           | Ford Cosworth DFV 3.0 V8                   | G    | 26  | Alan Jones            | 5–7            |
| Vel's Parnelli Jones Racing                      | Parnelli   | VPJ4           | Ford Cosworth DFV 3.0 V8                   | F G  | 27  | Mario Andretti        | 1–5, 7, 9–14   |
| First National City-Penske Cars                  | March      | 751            | Ford Cosworth DFV 3.0 V8                   | G    | 28  | Mark Donohue          | 10–12          |
| First National City-Penske Cars                  | Penske     | PC1            | Ford Cosworth DFV 3.0 V8                   | G    | 28  | Mark Donohue          | 1–9            |
| First National City-Penske Cars                  | Penske     | PC1            | Ford Cosworth DFV 3.0 V8                   | G    | 28  | John Watson           | 14             |
| Copersucar-Fittipaldi                            | Fittipaldi | FD01 FD02 FD03 | Ford Cosworth DFV 3.0 V8                   | G    | 30  | Wilson Fittipaldi     | 1–12, 14       |
| Copersucar-Fittipaldi                            | Fittipaldi | FD01 FD02 FD03 | Ford Cosworth DFV 3.0 V8                   | G    | 30  | Arturo Merzario       | 13             |
| Lucky Strike Racing                              | McLaren    | M23            | Ford Cosworth DFV 3.0 V8                   | G    | 31  | Dave Charlton         | 3              |
| HB Bewaking Team Ensign                          | Ensign     | N174 N175      | Ford Cosworth DFV 3.0 V8                   | G    | 31  | Roelof Wunderink      | 4–5, 10, 13–14 |
| HB Bewaking Team Ensign                          | Ensign     | N174 N175      | Ford Cosworth DFV 3.0 V8                   | G    | 31  | Gijs van Lennep       | 8–9, 11        |
| HB Bewaking Team Ensign                          | Ensign     | N174 N175      | Ford Cosworth DFV 3.0 V8                   | G    | 31  | Chris Amon            | 12             |
| HB Bewaking Team Ensign                          | Ensign     | N174 N175      | Ford Cosworth DFV 3.0 V8                   | G    | 32  | Chris Amon            | 13             |
| HB Bewaking Team Ensign                          | Ensign     | N174 N175      | Ford Cosworth DFV 3.0 V8                   | G    | 33  | Roelof Wunderink      | 12             |
| Lexington Racing                                 | Tyrrell    | 007            | Ford Cosworth DFV 3.0 V8                   | G    | 32  | Ian Scheckter         | 3              |
| Pinch Plant (Ltd)                                | Lyncar     | 006            | Ford Cosworth DFV 3.0 V8                   | G    | 32  | John Nicholson        | 10             |
| Team Gunston                                     | Lotus      | 72E            | Ford Cosworth DFV 3.0 V8                   | G    | 33  | Eddie Keizan          | 3              |
| Team Gunston                                     | Lotus      | 72E            | Ford Cosworth DFV 3.0 V8                   | G    | 34  | Guy Tunmer            | 3              |
| Maki Engineering                                 | Maki       | F101B          | Ford Cosworth DFV 3.0 V8                   | G    | 35  | Hiroshi Fushida       | 8, 10          |
| Maki Engineering                                 | Maki       | F101B          | Ford Cosworth DFV 3.0 V8                   | G    | 35  | Tony Trimmer          | 11–13          |

## Resultados
| Gran Premio                       | Fecha           | Circuito             | Piloto ganador     | Constructor ganador | Resultados |
| --------------------------------- | --------------- | -------------------- | ------------------ | ------------------- | ---------- |
| Gran Premio de Argentina          | 12 de enero     | Buenos Aires         | Emerson Fittipaldi | McLaren-Ford        | Resultados |
| Gran Premio de Brasil             | 26 de enero     | Interlagos           | Carlos Pace        | Brabham-Ford        | Resultados |
| Gran Premio de Sudáfrica          | 1 de marzo      | Kyalami              | Jody Scheckter     | Tyrrell-Ford        | Resultados |
| Gran Premio de España             | 27 de abril     | Montjuïc             | Jochen Mass        | McLaren-Ford        | Resultados |
| Gran Premio de Mónaco             | 11 de mayo      | Mónaco               | Niki Lauda         | Ferrari             | Resultados |
| Gran Premio de Bélgica            | 25 de mayo      | Zolder               | Niki Lauda         | Ferrari             | Resultados |
| Gran Premio de Suecia             | 8 de junio      | Scandinavian Raceway | Niki Lauda         | Ferrari             | Resultados |
| Gran Premio de los Países Bajos   | 22 de junio     | Zandvoort            | James Hunt         | Hesketh-Ford        | Resultados |
| Gran Premio de Francia            | 6 de julio      | Paul Ricard          | Niki Lauda         | Ferrari             | Resultados |
| Gran Premio de Gran Bretaña       | 19 de julio     | Silverstone          | Emerson Fittipaldi | McLaren-Ford        | Resultados |
| Gran Premio de Alemania           | 3 de agosto     | Nürburgring          | Carlos Reutemann   | Brabham-Ford        | Resultados |
| Gran Premio de Austria            | 17 de agosto    | Österreichring       | Vittorio Brambilla | March-Ford          | Resultados |
| Gran Premio de Italia             | 7 de septiembre | Monza                | Clay Regazzoni     | Ferrari             | Resultados |
| Gran Premio de los Estados Unidos | 5 de octubre    | Watkins Glen         | Niki Lauda         | Ferrari             | Resultados |

## Clasificaciones

### Puntuaciones
| Posición | 1.º | 2.º | 3.º | 4.º | 5.º | 6.º |
| Puntos   | 9   | 6   | 4   | 3   | 2   | 1   |

- Se toman en cuenta 12 carreras: las 7 mejores de las 8 primeras, y las 5 mejores de las 6 últimas.

### Campeonato de Pilotos
| Pos. | Piloto                | ARG | BRA | RSA | ESP | MON | BEL | SWE | NED | FRA | GBR | GER | AUT | ITA | USA | Puntos |
| ---- | --------------------- | --- | --- | --- | --- | --- | --- | --- | --- | --- | --- | --- | --- | --- | --- | ------ |
| 1    | Niki Lauda            | 6   | 5   | 5   | Ret | 1   | 1   | 1   | 2   | 1   | 8   | 3   | 6   | 3   | 1   | 64.5   |
| 2    | Emerson Fittipaldi    | 1   | 2   | NC  | DNS | 2   | 7   | 8   | Ret | 4   | 1   | Ret | 9   | 2   | 2   | 45     |
| 3    | Carlos Reutemann      | 3   | 8   | 2   | 3   | 9   | 3   | 2   | 4   | 14  | Ret | 1   | 14  | 4   | Ret | 37     |
| 4    | James Hunt            | 2   | 6   | Ret | Ret | Ret | Ret | Ret | 1   | 2   | 4   | Ret | 2   | 5   | 4   | 33     |
| 5    | Clay Regazzoni        | 4   | 4   | 16  | NC  | Ret | 5   | 3   | 3   | Ret | 13  | Ret | 7   | 1   | Ret | 25     |
| 6    | Carlos Pace           | Ret | 1   | 4   | Ret | 3   | 8   | Ret | 5   | Ret | 2   | Ret | Ret | Ret | Ret | 24     |
| 7    | Jody Scheckter        | 11  | Ret | 1   | Ret | 7   | 2   | 7   | 16  | 9   | 3   | Ret | 8   | 8   | 6   | 20     |
| 8    | Jochen Mass           | 14  | 3   | 6   | 1   | 6   | Ret | Ret | Ret | 3   | 7   | Ret | 4   | Ret | 3   | 20     |
| 9    | Patrick Depailler     | 5   | Ret | 3   | Ret | 5   | 4   | 12  | 9   | 6   | 9   | 9   | 11  | 7   | Ret | 12     |
| 10   | Tom Pryce             | 12  | Ret | 9   | Ret | Ret | 6   | Ret | 6   | Ret | Ret | 4   | 3   | 6   | NC  | 8      |
| 11   | Vittorio Brambilla    | 9   | Ret | Ret | 5   | Ret | Ret | Ret | Ret | Ret | 6   | Ret | 1   | Ret | 7   | 6.5    |
| 12   | Jacques Laffite       | Ret | 11  | NC  |     | DNQ | Ret |     | Ret | 11  | Ret | 2   | Ret | Ret | Ret | 6      |
| 13   | Ronnie Peterson       | Ret | 15  | 10  | Ret | 4   | Ret | 9   | 15  | 10  | Ret | Ret | 5   | Ret | 5   | 6      |
| 14   | Mario Andretti        | Ret | 7   | 17  | Ret | Ret |     | 4   |     | 5   | 12  | 10  | Ret | Ret | Ret | 5      |
| 15   | Mark Donohue          | 7   | Ret | 8   | Ret | Ret | 11  | 5   | 8   | Ret | 5   | Ret | DNS |     |     | 4      |
| 16   | Jacky Ickx            | 8   | 9   | 12  | 2   | 8   | Ret | 15  | Ret | Ret |     |     |     |     |     | 3      |
| 17   | Alan Jones            |     |     |     | Ret | Ret | Ret | 11  | 13  | 16  | 10  | 5   |     |     |     | 2      |
| 18   | Jean-Pierre Jarier    | DNS | Ret | Ret | 4   | Ret | Ret | Ret | Ret | 8   | 14  | Ret | Ret | Ret | Ret | 1.5    |
| 19   | Tony Brise            |     |     |     | 7   |     | Ret | 6   | 7   | 7   | 15  | Ret | 15  | Ret | Ret | 1      |
| 20   | Gijs van Lennep       |     |     |     |     |     |     |     | 10  | 15  |     | 6   |     |     |     | 1      |
| 21   | Lella Lombardi        |     |     | Ret | 6   | DNQ | Ret | Ret | 14  | 18  | Ret | 7   | 17  | Ret | DNS | 0.5    |
| NC   | Rolf Stommelen        | 13  | 14  | 7   | Ret |     |     |     |     |     |     |     | 16  | Ret |     | 0      |
| NC   | John Watson           | DSQ | 10  | Ret | 8   | Ret | 10  | 16  | Ret | 13  | 11  | Ret | 10  |     | 9   | 0      |
| NC   | Harald Ertl           |     |     |     |     |     |     |     |     |     |     | 8   | Ret | 9   |     | 0      |
| NC   | Hans-Joachim Stuck    |     |     |     |     |     |     |     |     |     | Ret | Ret | Ret | Ret | 8   | 0      |
| NC   | Bob Evans             |     |     | 15  | Ret | DNQ | 9   | 13  | Ret | 17  |     |     | Ret | Ret |     | 0      |
| NC   | Wilson Fittipaldi     | Ret | 13  | DNQ | Ret | DNQ | 12  | 17  | 11  | Ret | 19  | Ret | DNQ |     | 10  | 0      |
| NC   | Graham Hill           | 10  | 12  | DNQ |     | DNQ |     |     |     |     |     |     |     |     |     | 0      |
| NC   | Brett Lunger          |     |     |     |     |     |     |     |     |     |     |     | 13  | 10  | Ret | 0      |
| NC   | Torsten Palm          |     |     |     |     | DNQ |     | 10  |     |     |     |     |     |     |     | 0      |
| NC   | Arturo Merzario       | NC  | Ret | Ret | Ret | DNQ | Ret |     |     |     |     |     |     | 11  |     | 0      |
| NC   | Guy Tunmer            |     |     | 11  |     |     |     |     |     |     |     |     |     |     |     | 0      |
| NC   | Chris Amon            |     |     |     |     |     |     |     |     |     |     |     | 12  | 12  |     | 0      |
| NC   | Ian Scheckter         |     |     | Ret |     |     |     | Ret | 12  |     |     |     |     |     |     | 0      |
| NC   | Jean-Pierre Jabouille |     |     |     |     |     |     |     |     | 12  |     |     |     |     |     | 0      |
| NC   | Jim Crawford          |     |     |     |     |     |     |     |     |     | Ret |     |     | 13  |     | 0      |
| NC   | Eddie Keizan          |     |     | 13  |     |     |     |     |     |     |     |     |     |     |     | 0      |
| NC   | Dave Charlton         |     |     | 14  |     |     |     |     |     |     |     |     |     |     |     | 0      |
| NC   | Damien Magee          |     |     |     |     |     |     | 14  |     |     |     |     |     |     |     | 0      |
| NC   | Renzo Zorzi           |     |     |     |     |     |     |     |     |     |     |     |     | 14  |     | 0      |
| NC   | Brian Henton          |     |     |     |     |     |     |     |     |     | 16  |     | DNS |     | NC  | 0      |
| NC   | John Nicholson        |     |     |     |     |     |     |     |     |     | 17  |     |     |     |     | 0      |
| NC   | Dave Morgan           |     |     |     |     |     |     |     |     |     | 18  |     |     |     |     | 0      |
| NC   | Roelof Wunderink      |     |     |     | Ret | DNQ |     |     |     |     | DNQ |     | NC  | DNQ | Ret | 0      |
| NC   | François Migault      |     |     |     | NC  |     | Ret |     |     | DNS |     |     |     |     |     | 0      |
| NC   | Mike Wilds            | Ret | Ret |     |     |     |     |     |     |     |     |     |     |     |     | 0      |
| NC   | Vern Schuppan         |     |     |     |     |     |     | Ret |     |     |     |     |     |     |     | 0      |
| NC   | Ian Ashley            |     |     |     |     |     |     |     |     |     |     | DNS |     |     |     | 0      |
| NC   | Jo Vonlanthen         |     |     |     |     |     |     |     |     |     |     |     | Ret |     |     | 0      |
| NC   | Michel Leclère        |     |     |     |     |     |     |     |     |     |     |     |     |     | Ret | 0      |
| NC   | Hiroshi Fushida       |     |     |     |     |     |     |     | DNS |     | DNQ |     |     |     |     | 0      |
| NC   | Tony Trimmer          |     |     |     |     |     |     |     |     |     |     | DNQ | DNQ | DNQ |     | 0      |
| Pos. | Piloto                | ARG | BRA | RSA | ESP | MON | BEL | SWE | NED | FRA | GBR | GER | AUT | ITA | USA | Puntos |

| Color      | Resultado                          |
| ---------- | ---------------------------------- |
| Oro        | Ganador                            |
| Plata      | 2.º puesto                         |
| Bronce     | 3.er puesto                        |
| Verde      | Finalizó en los puntos             |
| Azul       | Finalizó sin puntos                |
| Azul       | NC - No clasificado                |
| Violeta    | Ret - No terminó                   |
| Rojo       | DNQ - No se clasificó              |
| Rojo       | DNPQ - No se preclasificó          |
| Negro      | DSQ - Descalificado                |
| Blanco     | DNS - No empezó                    |
| Blanco     | WD - Retirado                      |
| Blanco     | C - Carrera cancelada              |
| Azul claro | TD - Entrenamientos libres (2003-) |
| Sin color  | DNP - Inscrito, pero no participó  |
| Sin color  | INJ - Inscrito, pero lesionado     |
| Sin color  | EX - Excluido                      |

| Estado  | Resultado                                                                             |
| ------- | ------------------------------------------------------------------------------------- |
| Negrita | Pole position                                                                         |
| Cursiva | Vuelta rápida                                                                         |
| 1-8     | Posiciones puntuables de clasificación sprint (2021-)                                 |
| †       | No acabó el Gran Premio, pero fue clasificado ya que completó el porcentaje necesario |
| ‡       | Monoplaza compartido                                                                  |
| ~       | Se otorgó la mitad de puntos ya que no se cumplió con el 75% de la carrera            |
| ≠       | No obtuvo puntos ya que era piloto invitado                                           |
| F2      | Inscrito para carrera de Fórmula 2, no sumaba puntos                                  |

### Estadísticas del Campeonato de Pilotos
| Pos. | Piloto                | N.º | País          | Puntos | Victorias | Podios | Poles |
| ---- | --------------------- | --- | ------------- | ------ | --------- | ------ | ----- |
| 1    | Niki Lauda            | 12  | Austria       | 64.5   | 5         | 8      | 9     |
| 2    | Emerson Fittipaldi    | 1   | Brasil        | 45     | 2         | 6      | 1     |
| 3    | Carlos Reutemann      | 7   | Argentina     | 37     | 1         | 6      |       |
| 4    | James Hunt            | 24  | Reino Unido   | 33     | 1         | 4      |       |
| 5    | Clay Regazzoni        | 11  | Suiza         | 25     | 1         | 3      |       |
| 6    | Carlos Pace           | 8   | Brasil        | 24     | 1         | 3      | 1     |
| 7    | Jochen Mass           | 2   | Alemania      | 20     | 1         | 4      |       |
| 8    | Jody Scheckter        | 3   | Sudáfrica     | 20     | 1         | 3      |       |
| 9    | Patrick Depailler     | 4   | Francia       | 12     |           | 1      |       |
| 10   | Tom Pryce             | 16  | Reino Unido   | 8      |           | 1      | 1     |
| 11   | Vittorio Brambilla    | 9   | Italia        | 6.5    | 1         | 1      | 1     |
| 12   | Ronnie Peterson       | 5   | Suecia        | 6      |           |        |       |
| 13   | Jacques Laffite       | 21  | Francia       | 6      |           | 1      |       |
| 14   | Mario Andretti        | 27  | EE. UU.       | 5      |           |        |       |
| 15   | Mark Donohue          | 28  | EE. UU.       | 4      |           |        |       |
| 16   | Jacky Ickx            | 6   | Bélgica       | 3      |           | 1      |       |
| 17   | Alan Jones            | 22  | Australia     | 2      |           |        |       |
| 18   | Jean-Pierre Jarier    | 17  | Francia       | 1.5    |           |        | 2     |
| 19   | Tony Brise            | 23  | Reino Unido   | 1      |           |        |       |
| 20   | Gijs van Lennep       | 19  | Países Bajos  | 1      |           |        |       |
| 21   | Lella Lombardi        | 29  | Italia        | 0.5    |           |        |       |
| NC   | Michel Leclere        | 15  | Francia       |        |           |        |       |
| NC   | Mike Wilds            | 14  | Reino Unido   |        |           |        |       |
| NC   | Chris Amon            | 32  | Nueva Zelanda |        |           |        |       |
| NC   | Brian Henton          | 6   | Reino Unido   |        |           |        |       |
| NC   | Renzo Zorzi           | 20  | Italia        |        |           |        |       |
| NC   | François Migault      | 22  | Francia       |        |           |        |       |
| NC   | Rolf Stommelen        | 22  | Alemania      |        |           |        |       |
| NC   | Brett Lunger          | 25  | Alemania      |        |           |        |       |
| NC   | Bob Evans             | 14  | Reino Unido   |        |           |        |       |
| NC   | Arturo Merzario       | 30  | Italia        |        |           |        |       |
| NC   | Tony Trimmer          | 35  | Reino Unido   |        |           |        |       |
| NC   | Torsten Palm          | 32  | Suecia        |        |           |        |       |
| NC   | Wilson Fittipaldi     | 30  | Brasil        |        |           |        |       |
| NC   | Roelof Wunderink      | 31  | Países Bajos  |        |           |        |       |
| NC   | Dave Charlton         | 31  | Sudáfrica     |        |           |        |       |
| NC   | Harald Ertl           | 34  | Austria       |        |           |        |       |
| NC   | John Watson           | 28  | Reino Unido   |        |           |        |       |
| NC   | John Nicholson        | 32  | Nueva Zelanda |        |           |        |       |
| NC   | Dave Morgan           | 19  | Reino Unido   |        |           |        |       |
| NC   | Eddie Keizan          | 33  | Sudáfrica     |        |           |        |       |
| NC   | Jo Vonlanthen         | 20  | Suiza         |        |           |        |       |
| NC   | Jim Crawford          | 6   | Reino Unido   |        |           |        |       |
| NC   | Jean-Pierre Jabouille | 15  | Francia       |        |           |        |       |
| NC   | Graham Hill           | 23  | Reino Unido   |        |           |        |       |
| NC   | Guy Tunmer            | 34  | Sudáfrica     |        |           |        |       |
| NC   | Hans-Joachim Stuck    | 10  | Alemania      |        |           |        |       |
| NC   | Ian Scheckter         | 20  | Sudáfrica     |        |           |        |       |
| NC   | Ian Ashley            | 20  | Reino Unido   |        |           |        |       |
| NC   | Damien Magee          | 20  | Reino Unido   |        |           |        |       |
| NC   | Vern Schuppan         | 22  | Australia     |        |           |        |       |

### Campeonato de Constructores
| Pos. | Constructor     | ARG | BRA | RSA | ESP | MON | BEL | SWE | NED | FRA | GBR | GER | AUT | ITA | USA | Puntos  |
| ---- | --------------- | --- | --- | --- | --- | --- | --- | --- | --- | --- | --- | --- | --- | --- | --- | ------- |
| 1    | Ferrari         | 4   | 4   | 5   | NC  | 1   | 1   | 1   | 2   | 1   | 8   | 3   | 6   | 1   | 1   | 72.5    |
| 2    | Brabham-Ford    | 3   | 1   | 2   | (3) | 3   | 3   | 2   | 4   | 14  | 2   | 1   | 14  | 4   | Ret | 54 (56) |
| 3    | McLaren-Ford    | 1   | 2   | 6   | 1   | 2   | 7   | 8   | Ret | 3   | 1   | Ret | 4   | 2   | 2   | 53      |
| 4    | Hesketh-Ford    | 2   | 6   | Ret | Ret | Ret | Ret | 10  | 1   | 2   | 4   | 8   | 2   | 5   | 4   | 33      |
| 5    | Tyrrell-Ford    | 5   | Ret | 1   | Ret | 5   | 2   | 7   | 9   | 6   | 3   | 9   | 8   | 7   | 6   | 25      |
| 6    | Shadow-Ford     | 12  | Ret | 9   | 4   | Ret | 6   | Ret | 6   | 8   | 14  | 4   | 3   | 6   | NC  | 9.5     |
| 7    | Lotus-Ford      | 8   | 9   | 10  | 2   | 4   | Ret | 9   | 15  | 10  | 16  | Ret | 5   | 13  | 5   | 9       |
| 8    | March-Ford      | 9   | Ret | Ret | 5   | Ret | Ret | Ret | 14  | 18  | 5   | 7   | 1   | Ret | 7   | 7.5     |
| 9    | Williams-Ford   | NC  | 11  | NC  | 7   | DNQ | Ret | 14  | 12  | 11  | Ret | 2   | Ret | 14  | DNS | 6       |
| 10   | Parnelli-Ford   | Ret | 7   | 17  | Ret | Ret |     | 4   |     | 5   | 12  | 10  | Ret | Ret | Ret | 5       |
| 11   | Hill-Ford       |     |     |     | NC  | DNQ | Ret | 6   | 7   | 7   | 10  | 5   | 15  | Ret | Ret | 3       |
| 12   | Penske-Ford     | 7   | Ret | 8   | Ret | Ret | 11  | 5   | 8   | Ret |     |     |     |     | 9   | 2       |
| 13   | Ensign-Ford     |     |     |     |     | DNQ | WD  | WD  | 10  | 15  | DNQ | 6   | 12  | 12  | Ret | 1       |
| NC   | Surtees-Ford    | DSQ | 10  | Ret | 8   | Ret | 10  | 16  | Ret | 13  | 11  |     | 10  |     |     | 0       |
| NC   | BRM             | Ret | Ret | 15  | Ret | DNQ | 9   | 13  | Ret | 17  | WD  | WD  | Ret | Ret |     | 0       |
| NC   | Fittipaldi-Ford | Ret | 13  | DNQ | Ret | DNQ | 12  | 17  | 11  | Ret | 19  | Ret | DNQ | 11  | 10  | 0       |
| NC   | Lola-Ford       | 10  | 12  |     |     | WD  |     |     |     |     |     |     |     |     |     | 0       |
| NC   | Lyncar-Ford     |     |     |     |     |     |     |     |     |     | 17  |     |     |     |     | 0       |
| NC   | Shadow-Matra    |     |     |     |     |     |     |     |     |     |     |     | Ret | Ret |     | 0       |
| NC   | Maki-Ford       |     |     |     |     |     |     |     | DNS |     | DNQ | DNQ | DNQ | DNQ |     | 0       |
| Pos. | Constructor     | ARG | BRA | RSA | ESP | MON | BEL | SWE | NED | FRA | GBR | GER | AUT | ITA | USA | Puntos  |

### Estadísticas del Campeonato de Constructores
| Pos. | Constructor     | Puntos  | Victorias | Podios | Poles |
| ---- | --------------- | ------- | --------- | ------ | ----- |
| 1    | Ferrari         | 72.5    | 6         | 11     | 9     |
| 2    | Brabham-Ford    | 54 (56) | 2         | 9      | 1     |
| 3    | McLaren-Ford    | 53      | 3         | 10     | 1     |
| 4    | Hesketh-Ford    | 33      | 1         | 4      |       |
| 5    | Tyrrell-Ford    | 25      | 1         | 4      |       |
| 6    | Shadow-Ford     | 9.5     |           | 1      | 3     |
| 7    | Lotus-Ford      | 9       |           | 1      |       |
| 8    | March-Ford      | 7.5     | 1         | 1      | 1     |
| 9    | Williams-Ford   | 6       |           | 1      |       |
| 10   | Parnelli-Ford   | 5       |           |        |       |
| 11   | Hill-Ford       | 3       |           |        |       |
| 12   | Penske-Ford     | 2       |           |        |       |
| 13   | Ensign-Ford     | 1       |           |        |       |
| NC   | Fittipaldi-Ford |         |           |        |       |
| NC   | Lyncar-Ford     |         |           |        |       |
| NC   | Lola-Ford       |         |           |        |       |
| NC   | Maki-Ford       |         |           |        |       |
| NC   | Shadow-Matra    |         |           |        |       |
| NC   | Surtees-Ford    |         |           |        |       |
| NC   | BRM             |         |           |        |       |

## Carreras fuera del campeonato
En 1975 se realizaron tres carreras de Fórmula 1 no puntuables para el campeonato mundial.
| Carrera                   | Circuito      | Fecha        | Piloto ganador | Constructor ganador | Resultados |
| ------------------------- | ------------- | ------------ | -------------- | ------------------- | ---------- |
| Carrera de Campeones      | Brands Hatch  | 16 de marzo  | Tom Pryce      | Shadow-Cosworth     | Resultados |
| BRDC International Trophy | Silverstone   | 13 de abril  | Niki Lauda     | Ferrari             | Resultados |
| Gran Premio de Suiza      | Dijon-Prenois | 24 de agosto | Clay Regazzoni | Ferrari             | Resultados |